# Dieu bénisse le rock 'n' roll
Albums de Eddy Mitchell
Zig-zag
(1972) Ketchup électrique
(1974)
Singles
1. Je n'ai pas besoin de docteur - Le village abandonné
Sortie : octobre 1972
2. Aladin - Oh ! Louise
Sortie : mai 1973

Dieu bénisse le rock 'n' roll est le treizième album studio d'Eddy Mitchell sorti en 1972.

## Autour de l'album
Édition originale
33 tours Barclay 80478
Singles
Octobre 1972 : 45 tours Barclay 61667 : Je n'ai pas besoin de docteur, Le village abandonné.
Mai 1973 : 45 tours Barclay 61720 : Aladin, Oh ! Louise.
Pochette
La pochette de l'album est illustrée par Nicole Claveloux, on peut y voir statufié Elvis Presley, Bill Haley, Gene Vincent, Chuck Berry et aussi Dick Rivers « en vilain petit diable ! »,. 

## Titres
| 1.    | Je n'ai pas besoin de docteur                                               | Yves Dessca                 | Éric Charden                    | 3:17 |
| 2.    | La Chanson de Judas (extrait de la comédie musicale Jesus Christ Superstar) | Pierre Delanoë (adaptation) | Tim Rice, Andrew Lloyd Webber   | 3:48 |
| 3.    | Le Village abandonné                                                        | Claude Moine                | Pierre Papadiamandis            | 3:27 |
| 4.    | Ulysse                                                                      | Claude Moine                | Gilles Marshall                 | 2:30 |
| 5.    | Aladin                                                                      | Claude Moine                | Pierre Papadiamandis            | 2:25 |
| 6.    | Oh Louise !                                                                 | Claude Moine                | Pierre Papadiamandis            | 2:51 |
| 7.    | Dieu bénisse le Rock'n'Roll                                                 | Claude Moine                | Ivan Jullien                    | 3:09 |
| 8.    | Le Marchand de canons                                                       | Claude Moine                | Jacques Wayser                  | 2:39 |
| 9.    | Bobby McGee (Me and Bobby McGee)                                            | Boris Bergman (adaptation)  | Kris Kristofferson, Fred Foster | 3:02 |
| 10.   | Le Petit Escroc                                                             | Claude Moine                | Ivan Jullien                    | 2:25 |
| 11.   | La Fille du pasteur                                                         | Claude Moine                | Gilles Marshall                 | 3:42 |
| 12.   | Merci, merci, merci, merci                                                  | Claude Moine                | Pierre Papadiamandis            | 3:07 |
| 36:21 |                                                                             |                             |                                 |      |